# ハプログループZ (mtDNA)

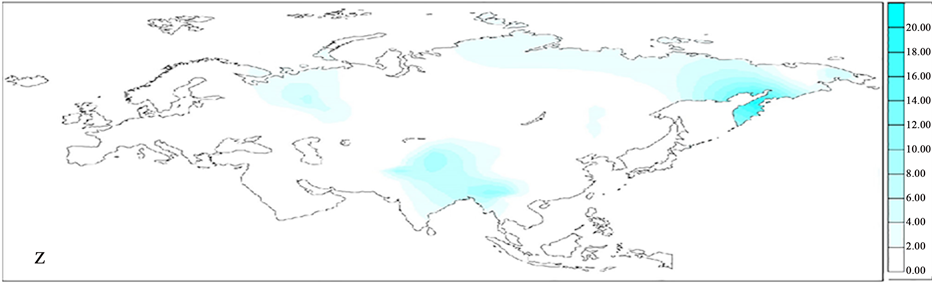
ハプログループZの分布

ハプログループZ (mtDNA)（ハプログループZ (ミトコンドリアDNA)、英: Haplogroup Z (mtDNA)）とは、分子人類学で用いられる、人類のミトコンドリアDNAハプログループ（型集団）の分類のうち、「CZ」を祖先に持ち152 6752 9090 15784 16185 16260の変異を持つものである。中国北部で誕生したと考えられる。

## 分布
ハプログループZはフィン人、サーミ人、ロシア人、ハザーラ人、日本人、朝鮮人、中国、カムチャツカの先住民などで観察される。一部はY染色体ハプログループNと同じような拡散経路をたどったと考えられ、ウラル語族との関連が想定される。
現代の日本に於けるハプログループZの検出頻度は下記の通り：　3.4% (4/118) 東京都（JPT）、1.5%（北海道・東北・中部北陸）、1.4% (3/211）日本全国 、1.3% (17/1312) 日本人。
Yamamoto et al. (2020)によれば現代日本人に見られるハプログループZのサブタイプは以下の通り：
- Z 1.5%（北海道・東北・中部北陸）
  - Z2 0.9%（北海道・東北・中部北陸）
  - Z3 0.5%（東北・中部北陸）
    - Z3* 0.2%（東北・中部北陸）
    - Z3+709 (Z3c'd*) 0.1%（中部北陸）
    - Z3d 0.2%（東北・中部北陸）

  - Z4 0.1%（中部北陸）
    - Z4a1a1 0.1%（中部北陸）

Li Yuchun et al. (2019)によれば現代漢族に見られるハプログループZのサブタイプは以下の通り：
- Z 2.949%
  -     - Z1a 0.023%
      - Z1a1 0.014%

  - Z2 0.018%
  - Z3 1.823%
    - Z3a 0.106%
      - Z3a1 0.042%
        - Z3a1a 0.018%

    - Z3b 0.023%
    - Z3c 0.369%
    - Z3d 0.517%

  - Z4 0.798%
    - Z4a 0.549%
      - Z4a1 0.129%

## 系統樹
This phylogenetic tree of haplogroup Z subclades is based on the paper by Mannis van Oven and Manfred Kayser Updated comprehensive phylogenetic tree of global human mitochondrial DNA variation and subsequent published research.
- Z
  - Z* – タイ王国 (チエンラーイ県プーラン族[10]）
  - Z5 – 日本 (愛知県[11])
  - Z-T152C!
    - Z1 (TMRCA 15962.5 [SD 4819.2]年前[1]、TMRCA 16,346 [99% CI 20,466 - 12,762]年前[12])
      - Z1a – ロシア（コリャーク、ブリヤート、カルムイク、ハカス、ショル、アルタイ人）、カザフ、キルギス、中国（ヒンガン盟・フルンボイル市・シリンゴル盟モンゴル族[13]、ウイグル族、漢族 0.023%[9])、トルコ、ウズベキスタン（アラブ人）(TMRCA 6316.6 [SD 2851.2]年前[1]、TMRCA 6,280 [99% CI 7,649 - 5,067]年前[12])
        - Z1a1 – イタリア、ハンガリー (アヴァール人骨)、ドイツ、スエーデン、カザフ、ブリヤート、中国（ウイグル族、キルギス族、漢族 0.014%[9]）(TMRCA 4634.1 [SD 2678.4]年前[1])
          - Z1a1a – ロシア（ハカス・ノガイ・ウドムルト・クラスノダール地方・アバザ人・チェルケス人等[14])、フィンランド、ノルウェー、スエーデン[14]、エストニア、ウクライナ人[14]
            - Z1a1a* – ノルウェー[11]、フィンランド[11][14]、スエーデン（ノールボッテン県・ヴェステルボッテン県サーミ人[15]）、ロシア（コミ人[14]、 チェリャビンスク州[15]、イエニセイ川下流域ケット人[16]）
            - Z1a1a1 (Z1a1a+G4491A) – フィンランド (東スオミ州[11])、 エストニア (ラプラ県)[11]
            - Z1a1a2 (Z1a1a+C9693T) – ロシア（ウドムルト人[14]）
            - Z1a1a3 (Z1a1a+G499A) – ロシア (チェリャビンスク州[15]、ノヴゴロド州[17])、 ポーランド[11]
            - Z1a1a4 (Z1a1a+C5206T) – ロシア(チェリャビンスク州[15])

          - Z1a1b – ロシア（サハ共和国エヴェンキ・ドルガン[14]）
            - Z1a1b* – ロシア（タイミル半島ガナサン[16]、インディギルカ川下流域ユカギール[16])、サハ共和国エヴェン[18][14])、イエングラ川流域・ニュクジャ川流域エヴェンキ[18]）
            - Z1a1b1
              - Z1a1b1* – ロシア（イルクーツク州ブリヤート）
              - Z1a1b1a – 中国（ウイグル族）

        - Z1a2 (TMRCA 4774.2 [SD 3062.4]年前[1])
          - Z1a2* – ウリチ[16]
          - Z1a2a – ロシア（イテリメン・コリヤーク[14]）
            - Z1a2a* – ロシア（カムチャツカ地方エヴェン[18]、アナディル川上流域ユカギール[16]）
            - Z1a2a1
              - Z1a2a1* – ロシア（カムチャツカ地方エヴェン[18]、サハ共和国スレドネコリムスク管区ベレゾフカ村エヴェン[18])
              - Z1a2a1a – ロシア（カムチャツカ地方エヴェン[18]、ハバロフスク地方マヤ川流域ネルカン村エヴェンキ[14][16]）

        - Z1a3 (TMRCA 2400 [95% CI 1250 <-> 4300]年前[11])
          - Z1a3* – ロシア（アナディル川上流域ユカギール[16]、サハ共和国エヴェン[18][14]、ニュクジャ川流域エヴェンキ[18]、ヤクート[18]）
          - Z1a3a (Z1a3+A9151G)
            - Z1a3a* – ロシア（カムチャツカ地方エヴェン[18]・マガダン州エヴェン[11]）
            - Z1a3a1 (Z1a3a+C8997T) – ロシア（コリマ川下流域[16]ユカギール[18]、サハ共和国ベレゾフカ村エヴェン[18])

          - Z1a3b (Z1a3+G9145A) – ロシア（サハ共和国ベレゾフカ村エヴェン[18])、ヤクート[11]）

        - Z1a4 (Z1a+G5231A) (TMRCA 3500 [95% CI 1800 <-> 6300]年前[11])
          - Z1a4* – ハンガリー（今より約1200年前の人骨1体 ERS9945053[11]）、ロシア（Tuba[16]、テレウト[11]）、中国（ウイグル族[11]）
          - Z1a4a (Z1a4+C10160T) – 中国（ウイグル族[11]）
          - Z1a4b (Z1a4+A16219G) - ロシア（イルクーツク州ブリヤート[11]）
            - Z1a4b1 (Z1a4b+A9368G) - 中国（バルガ族[11]）

      - Z1b – ロシア（トファ人[19]）
        - Z1b1 (G251A) - ロシア（トファ人）、中国（バルガ族）

    - pre-Z2 (Z+A3145G+A8188G+C14668T) 韓国[12]、中国（山東省漢族1人・計0.0046%[9]）(TMRCA 5,215 [99% CI 8,282 - 2,949]年前[12]）
      - Z2 (pre-Z2+T15184C) – 日本[12] (東京都・愛知県等[11]、北海道地方・東北地方・中部北陸地方・計0.9%[6]) (TMRCA 3700 [95% CI 1600 <-> 7400] ybp[11])、中国（山東省漢族2人・四川省漢族1人・計0.014%[9]）
        - Z2a (Z2+A8521G) 日本（東京都等[11]）

    - Z3 – China (Shanghai,[11] Dengba, Xinjiang Uyghur, etc.), Singapore, Malaysia, Thailand (Lao Isan in Chaiyaphum Province[10]), Vietnam, Uyghur, Evenk (Sakha Republic), Mongol (Hohhot, Tongliao, Chaoyang, Chifeng, Jiangsu[13]), Buryat, Kalmyk, Altai Kizhi, Kyrgyz, Kazakh, Tajik, Azerbaijan, North Ossetian, Romania, USA (TMRCA 15,836 [SD 4,397] ybp[1])
      - Z3a – China (Mongol,[13] Xibo, Deng, etc.), Kazakh[14] (TMRCA 12,900 [95% CI 9,000 <-> 18,000] ybp[11])
        - Z3a1
          - Z3a1a
            - Z3a1a - Nepal (Newar, Magar, Tharu, Eastern Nepal, Kathmandu)[20]
            - Z3a1a* – Lachungpa[21], Lepcha[21]
            - Z3a1a1 – China[11]
            - Z3a1a2 – Gallong[21], Dirang Monpa[21], Thailand (Khon Mueang in Mae Hong Son Province[10]), Vietnam (Hà Nhì)

          - Z3a1b – Yakut[14][22][11]

        - Z3a2 – Lachungpa[21][11]
          - Z3a2a – Lachungpa[21][11]

        - Z3a3 – Thailand (Palaung in Chiang Mai Province, Lawa in Mae Hong Son Province)[10][11]

      - Z3b (Z3+G9055A+G12501A) – 中国（Deng族[11]）(TMRCA 8100 [95% CI 14200 <-> 4200] ybp[11])
        - Z3b1 (Z3b+C16287T) 中国（Deng族[11]）
        - Z3b2 (Z3b+T146C!) インド（Gallong族[21][11]）
        - Z3b3 (Z3b+T7378A)

      - Z3c'd (Z3+G709A)
        - Z3c'd* - ロシア（ヤクート[14]）、中国（河南省漢族[11]）、日本（中部北陸地方・計0.1%[6]）
        - Z3c – アルタイ人[14]、中国 (通遼市モンゴル族[13]、漢族 0.369%[9])、カンボジア (シェムリアップ州)[11]、ベトナム[12][11]、日本[12]（TMRCA 8,200 [99% CI 10,154 - 6,487]年前[12]）
          - Z3c1 (Z3c+T15300C) イラン[11]、中国 (タシュクルガンタジク自治県キルギス族[23]）
          - Z3c2 (Z3c+C5424T)
          - Z3c3 (Z3c+T9813d）

        - Z3d – 中国（漢族 0.517%[9]）、モンゴル[12]、韓国[12]、日本 (東北地方・中部北陸地方・計0.2%[6])（TMRCA 10,187 [99% CI 12,055 - 8,503]年前[12]）
          - Z3d* 中国（モンゴル族・黒竜江省ダウール族・重慶市等[11]）
          - Z3d1 (Z3d+A9494G) 中国[11]
          - Z3d2 (Z3d+T3396C) キルギス[11]
            - Z3d2a (Z3d2+A3405G) シンガポール[11]
              - Z3d2a1 (Z3d2a+C13654T) 台湾[11]

      - Z3+G11696A – China,[11] Korea[11]
        - Z3+G11696A+C16380T - China[11]
        - Z3+G11696A+T454C - China[11]

      - Z3+T8227C – China[11]
        - Z3+T8227C+A13629G - China[11]
        - Z3+T8227C+T4363C - Korea[11]
          - Z3+T8227C+T4363C+A12996G - China (HGDP She people)[11]
            - Z3+T8227C+T4363C+A12996G+T773C - Pakistan (HGDP Hazara)[11]

      - Z3g (Z3+G7337A) - 日本[12]（東京都[11]）、中国（漢族 内モンゴル自治区1人・北京市1人・上海市1人・四川省1人・浙江省1人・計0.023%[9]）、カザフスタン[11]
      - Z3+A13105G! - China (Barghut from Inner Mongolia)[11]
        - Z3+A13105G!+A13434G - China (Han from Henan, etc.[11])

    - Z4 – China (Suzhou, Mongol in Shandong,[13] etc.), Thailand (Phuan in Suphan Buri Province[10]), Philippines, Uzbekistan, Kazakhstan,[11] Kalmyk,[14] Khakas,[14] Karanogai[14] (TMRCA 16665.5 [SD 4320.0]年前[1])
      - Z4a – 中国（Han from Hunan and Denver, 内モンゴル自治区・遼寧省・黒竜江省・河北省・河南省・山東省モンゴル族[13]、ダウール族、ウイグル族等）、日本（東京都[11]）、アメリカ合衆国[11]
        - Z4a1 – 中国 (漢族 0.129%[9]、包頭市・シリンゴル盟モンゴル族[13])
          - Z4a1a (Z4a1+A5894G) 中国[12]（チベット自治区出土の今より約2000年前の人骨Sangdalongguo_2018M6[11]）、インドネシア[12]
            - Z4a1a1 (Z4a1a+A3520G+T7270C+T8654C+A11719G+C16294T) 日本（東京都等[11]、中部北陸地方・計0.1%[6]）、韓国
            - Z4a1a2 (Z4a1a+C5288T) 中国（貴州省ミャオ族・湖南省漢族・雲南省漢族[11]）

          - Z4a1b (Z4a1+T3394C) 中国（武漢市漢族等[11]、漢族 0.051%[9]）

    - Z7 (Z+T2352C+C2780T+T4363C+T8598C) ネパール[11]（TMRCA 10900 [95% CI 17000 <-> 6500]年前[11]）
      - Z7a (Z7+G4841A) ネパール[11]、パキスタン（バルティ人[11]）
        - Z7a1 (Z7a+C7466d) インド（Dirang Monpa族[21][11]）
        - Z7a2 (Z7a+A16212G) 中国（ラサ市チベット族・山南市チベット族[24]・ティンリ県チベット族[11]）

      - Z7b (Z7+A4026G) ネパール[11]